# Evelin Kaufer
Evelin Kaufer (n. 22 februarie 1953, Sohland an der Spree, Saxonia, Germania) este o atletă ce a reprezentat Republica Democrată Germană, medaliată olimpică. A participat la o ediție a Jocurilor Olimpice (1972) în care a câștigat medalia de argint în proba de 4x100 m.

## Palmares
| An   | Competiție                      | Locație                   | Loc | Eveniment | Note  |
| ---- | ------------------------------- | ------------------------- | --- | --------- | ----- |
| 1970 | Campionatul European de Juniori | Paris, Franța             | 3   | 4x100 m   | 45.47 |
| 1972 | Jocurile Olimpice               | München, Germania de Vest | 20  | 100 m     | 11,55 |
| 1972 | Jocurile Olimpice               | München, Germania de Vest | 2   | 4x100 m   | 42,95 |